# Sophia van Griekenland en Denemarken
Sophia van Griekenland en Denemarken (Grieks: Πριγκίπισσα Σοφία της Ελλάδας και Δανίας) (Korfoe, 26 juni 1914 — München, 3 november 2001), prinses van Griekenland en Denemarken, was de jongste dochter van Andreas van Griekenland en Alice van Battenberg.

## Familie
Van vaderskant was ze de kleindochter van George I van Griekenland en Olga Konstantinovna van Rusland en stamde ze af van Nicolaas I van Rusland. Van moederskant was zij de achter-achter-kleindochter van Victoria van het Verenigd Koninkrijk (haar moeder was de kleindochter van Alice van Saksen-Coburg en Gotha, de tweede dochter van Victoria).
Sophia was de zus van prins Philip, de echtgenoot van koningin Elizabeth II van het Verenigd Koninkrijk.

## Eerste huwelijk
Sophia trouwde op 15 december 1930 te Berlijn met Christoffel van Hessen, die ook afstamde van koningin Victoria via haar oudste dochter Victoria. Het echtpaar kreeg vijf kinderen:
- Christine (10 januari 1933 - 21 november 2011)
- Dorothea (24 juli 1934)
- Karl (26 maart 1937 - 23 maart 2022)
- Rainer (18 november 1939)
- Clarissa (6 februari 1944)

Op 7 oktober 1943 overleed Christoffel in een vliegtuigongeluk in de Apennijnen bij Forlì.

## Tweede huwelijk
Sophia hertrouwde op 23 april 1946 in Salem met Georg Wilhelm von Hannover. Het echtpaar kreeg drie kinderen:
- Welf (25 januari 1947 - 10 januari 1981)
- George (9 december 1949)
- Frederika (15 oktober 1954)